# ボルコ2世 (オポーレ公)
ボルコ2世（Bolko II Opolski, 1300年以前 - 1356年6月21日）は、オポーレ公（在位：1313年 - 1356年、1323年まで弟と共同統治）。オポーレ公ボルコ1世の次男、母はブランデンブルク辺境伯オットー3世の娘アグネス。

## 生涯
1313年に父が死ぬと、ボルコ2世と弟のアルベルトが共同統治者として公国を継承した。しかし、おそらく2人とも未成年だったためか、長兄のヴィエルニ＝ニェモドリン公ボレスワフが後見人を務めている。1323年、ボルコ2世は公国の完全な統治権を得ると、弟アルベルトと正式に公国を分割した。アルベルトはスチェルツェ・オポルスキェを与えられ、ボルコ2世はオポーレの主要都市を保持した。
シフィドニツァ公ベルナルトの娘エルジュビェタと結婚したおかげで、ボルコ2世は妻の母方の祖父にあたるポーランド王ヴワディスワフ1世と一時的に親密な関係を築いた。しかしこの同盟は短命なものであり、1327年4月5日、ヴロツワフにおいてボルコ2世はボヘミア王ヨハン・フォン・ルクセンブルクに臣従の礼をとった。
治世中、ボルコ2世はオポーレ公国の経済的発展に務めた。公爵は村々にドイツ法（マクデブルク法）を導入し、貿易を保護し、旅行者の安全を守るべく交通路の整備に努めた。公国の良好な経済状況を背景として、ボルコ2世は領土の拡大に成功した。1351年にはレグニツァ公ヴァツワフ1世からブィチナとクルチュボルクを、ビトム公ボレスワフからスワヴィエンチツェ一帯を購入した。
ボルコ2世はオポーレのフランシスコ会修道院に強く帰依していた。公爵は同修道院内に聖アンナ礼拝堂を設け、この礼拝堂はオポーレ公爵家の地下納体堂となった。1356年6月21日に亡くなり、聖アンナ礼拝堂に埋葬された。

## 子女
1326年5月6日、シフィドニツァ公ベルナルトの娘エルジュビェタと結婚した。夫妻は7人の子女に恵まれた。
1. ヴワディスワフ・オポルチク（1332年頃 - 1401年5月18日）
2. ボルコ3世（1337年頃 - 1382年10月21日）
3. ヘンリク（1338年8月18日以前 - 1365年10月23日以前）
4. クネグンダ（1340年 - 1372年7月4日以後） - ハンガリー、アルト・ブダの聖クララ修道院の修道女
5. エルジュビェタ（1342年/1347年頃 - 1382年4月5日以後） - トシェブニツァの修道女
6. アンナ（1348年頃 - 1411年3月12日以後） - ヴロツワフの聖クララ修道院の修道女
7. アグニェシュカ（1348年頃 - 1409年5月5日?） - モラヴィア辺境伯（後にローマ王）ヨープストと結婚